# Manufacture de porcelaine de Monaco
La Manufacture de Porcelaine de Monaco a été créée en 1972 par Erich Rozewicz avec le soutien de Leurs Altesses Sérénissimes la Princesse Grace de Monaco et le Prince Rainier III de Monaco.

## Historique
Bureau d'études transformé en société anonyme en 1975, la Manufacture de Porcelaine de Monaco se lança dans un premier temps sur le marché des souvenirs avec l'ambition de monter en gamme et relever le niveau général des objets proposés aux touristes. Très vite la société s'orientera vers un marché haut-de-gamme d'articles de décoration et services de table sur mesure. Les collections en bleu de four décorés à l'Or 24 carats  rencontrent un beau succès dans les années 1970 et 80, avec une percée remarquée au Japon.
L’inspiration des décors a été donnée au départ par la stylisation des mosaïques qui ornent le Palais Princier, pour évoluer vers de nouvelles créations au fil des innovations techniques.
Erich Rozewicz, son fondateur, a reçu le Prix de Promotion Internationale 1986 dans le domaine Art - Porcelaine - Céramique. Attribué par l’Institut International de Promotion et de Prestige, affilié à l'UNESCO, ce prix avait auparavant distingué des organismes tels que la NASA, le Commandant Cousteau, l’Institut Curie, la Manufacture de Sèvres, l’Opéra de Vienne, Porsche, etc.
En 1987, il a été fait Chevalier de l’Ordre de Saint-Charles par Son Altesse Sérénissime le Prince Rainier III. Il est également l’inventeur de la «Loi d’unité tectonique» qui a été approuvée par Le Corbusier, ainsi que par le Professeur Ernst Neufert du Bauhaus. Cette loi et les méthodes de dessin qui en découlent permettent une création infinie, un renouvellement constant des formes et décors, qui gardent toujours leur unité et une très grande harmonie visuelle.
Commercialisées sous la marque Manufacture de Monaco une nouvelle gamme inédite est créée et lancée en 1999: la "Ligne-E". Il s'agit d'une gamme de pièces principalement décoratives (vases, coupes, centres de tables, bols, etc.) qui sont entièrement réalisées à la main, renouant avec les traditions de la porcelaine. Au contraire de la porcelaine industrielle dont les formes sont reproduites à l'identique par moulage ou diverses machines-outils, "la Ligne-E" est tournée par des potiers spécialisés (comme la céramique) ce qui en fait des objets uniques perpétuant les traditions d'un artisanat de luxe.
En 2006, sous l'impulsion de Joram Rozewicz, fils du fondateur qui continue l'entreprise familiale, la Manufacture de Monaco présente une gamme de services de table décorés avec des cristaux de la maison Swarovski. Il aura fallu des mois de travail en coopération pour mettre au point une technique qui permet de se servir des cristaux précieux, non seulement comme éléments décoratifs, mais pour former la totalité du décor. Le succès est immédiat.
Présents dans de nombreux pays, les porcelaines monégasques sont très appréciées pour leur particularité et leur style unique.

## La société
La Manufacture de Porcelaine de Monaco est une société anonyme monégasque familiale créée en 1975 par Erich Rozewicz.
La distribution est principalement assurée par un réseau de détaillants hautement qualifiés qui proposent ses lignes d'arts de la table et articles cadeaux. La Manufacture de Monaco s'est également spécialisée dans les cadeaux d'affaires, destinés aux entreprises, congrès, incentives et réunions d'affaires.
La Manufacture de Monaco a le privilège d'avoir été nommée Fournisseur breveté de S.A.S. le Prince de Monaco et fournit à ce titre les cadeaux officiels du Palais, ainsi que le Gouvernement et de nombreuses instances locales